# Liste serbischer Schriftsteller
Diese Liste serbischer Schriftsteller beinhaltet Menschen, deren Geburtsort bzw. elterlicher Geburtsort in Serbien liegt, die die serbische Staatsbürgerschaft haben oder sehr lange in Serbien leben oder gelebt haben. Keinesfalls soll diese Liste eine „nationale Vereinnahmung“ darstellen.

## A
- David Albahari (1948–2023)
- Mira Alečković (1924–2008)
- Vesna Aleksić (* 1958)
- Jasmina Ana (Pseudonym von Jasmina Rakitić)
- Branko Andrić (1942–2005), serbischer Schriftsteller und Künstler
- Miroslav Antić (1932–1986)
- Vladimir Arsenijević (* 1965)
- Ana Atanasković (* 1973)

## B
- Matija Ban (1818–1903)
- Svetislav Basara (* 1953)
- Matija Bećković (* 1939)
- Isidora Bjelica (* 1967)
- Jelena Blanuša (* 1987)
- Bogdan Bogdanović (1922–2010)
- Milutin Bojić (1892–1917)
- Miodrag Bulatović (1930–1991)

## C
- Ivo Ćipiko
- Svetozar Ćorović
- Branko Ćopić
- Bora Ćosić
- Dobrica Ćosić
- Miloš Crnjanski

## D
- Mirko Demić
- Milo Dor (Milutin Doroslovac, Träger des Österreichischen Staatspreises)
- Predrag Dragić
- Jovan Dučić (Dichter)
- Rajko Đurić (1947–2020)
- Aleksa Đukanović

## H
- Ljiljana Habjanovic-Djurovic

## I
- Antonije Isaković

## J
- Đura Jakšić (Schriftsteller, Maler, 19. Jhd.)
- Milica Janković
- Nonne Jefimija (vormals Fürstin Jelena Uglješa, Dichterin, 14. Jhd.)
- Jovan Jovanović Zmaj (Dichter, 19. Jhd.)
- Marija Jovanović

## K
- Momo Kapor
- Vuk Stefanović Karadžić (Schöpfer der modernen serbischen Schriftsprache, Schriftsteller, Philologe)
- Danilo Kiš
- Božidar Knežević (Philosoph)
- Petar Kočić
- Kim Komenich (Pulitzerpreisträgerin)
- Erih Koš
- Mirko Kovač (Träger des Preises des schwedischen Schriftstellerverbandes)
- Gordana Kuić (1942–2023)

## L
- Mihajlo Lalić (Lelejska Gora)
- Laza Lazarević (1851–1891)
- Stefan Lazarević (Dichter und Fürst, 15. Jhd.)
- Miodrag Lukić (* 1966)

## M
- Desanka Maksimović (1898–1993)
- Simo Matavulj (1852–1908)
- Dragoslav Mihailović (1930–2023)
- Stephan von Millenkovich (Lyriker, Erzähler, Offizier und Kartograph)
- Nikola Moravčević
- Avram Mrazović (1756–1826)

## N
- Ljubomir Nenadović (1826–1895)
- Petar II. Petrović-Njegoš (Dichter, 19. Jhd.)
- Branislav Nušić (19. Jhd.)

## O
- Dositej Obradović (Aufklärer, Dichter, 18./19. Jhd.)

## P
- Milorad Pavić
- Miodrag Pavlović (1928–2014; Dichter und Schriftsteller)
- Goran Petrović
- Veljko Petrović
- Bogdan Popović (Literaturkritiker)
- Mileta Prodanović (Schriftsteller, Künstler)
- Mihajlo Pupin (Schriftsteller, Physiker)

## R
Dusko Radovic (Schriftsteller, Radiojournalist, Dramatiker)
- Branko Radičević (Dichter, 19. Jhd.)
- Vesna Radusinovic
- Milan Rakić (Dichter)
- Slobodan Rakitić

## S
- Aleksa Šantić (Dichter, geb. 1868 in Mostar Bosnien und Herzegowina)
- Isidora Sekulić (Dichterin)
- Charles D. Simić (Pulitzerpreisträger)
- Stevan Sremac (19. Jhd.)
- Borisav „Bora“ Stanković (1876–1927)
- Dejan Stojanović (* 1959)

## T
- Steve Tesich (Stojan Tesić, Schriftsteller, Oscarpreisträger)
- Jelena Tinska
- Aleksandar Tišma (Träger des Leipziger Buchpreises)

## V
- Srdjan Valjarević
- Dragan Velikić
- Svetlana Velmar-Janković (1933–2014)
- Janko Veselinović
- Slobodan Vuksanović

## Z
- Vule Zurić